# Ночь в гавани
«Ночь в гавани» («Сёстры») — картина немецкого художника Каспара Давида Фридриха из собрания Государственного Эрмитажа.
Картина написана между 1818 и 1820 годами, по возвращении Фридриха из свадебного путешествия. Весьма характерным для творчества Фридриха является вольное конструирование романтической композиции из далеких друг от друга элементов. Так, например, на картине объединены мачты кораблей в гавани, придуманный Фридрихом памятник в виде креста с фигурами двух плакальщиц и два известных архитектурных сооружения из города Галле (Мариенкирхе, иначе Рыночная церковь и Красная башня), который весьма далек от моря.
Фридрих посещал Галле в 1811 году и делал там зарисовки, которые потом были использованы при создании картины. Также известны многочисленные рисунки кораблей и корабельных мачт, сделанные Фридрихом в разные годы; в частности в Национальной галерее в Осло хранится около десятка подобных набросков, сделанных карандашом в Грейфсвальде в период 1805—1815 годов. В 1818 году был сделан рисунок, изображающих двух женщин у окна, в котором полностью разработана композиция женских фигур картины, также на этом рисунке намечены фигуры плакальщиц у креста; набросок находится в Собрании рисунков Государственных музеев в Берлине.
В 1820 году уже готовая картина была показана на выставке в Дрезденской галерее под названием «Сёстры на балконе в гавани. Ночь. Звездное освещение». В конце того же года была приобретена наследником российского престола великим князем Николаем Павловичем (будущим императором Николаем I) в 1820 году при посещении мастерской Фридриха в Дрездене; по прибытии в Россию она была помещена в Коттедж в Александрии (Петергоф). Во время Великой Отечественной войны была эвакуирована, а по окончании войны оказалась в Центральном хранилище музейных фондов города Павловска, откуда в 1945 году была передана в Государственный Эрмитаж; с конца 2014 года выставляется в здании Главного Штаба в зале 352.